# Austrian Open 2025
Die Austrian Open 2025 fanden vom 22. bis zum 25. Mai 2025 in Graz statt. Es war die 54. Austragung dieser offenen internationalen Meisterschaften von Österreich im Badminton.

## Sieger und Platzierte
| Disziplin    | Gold                                   | Silber                                     | Bronze                                |
| ------------ | -------------------------------------- | ------------------------------------------ | ------------------------------------- |
| Herreneinzel | Magnus Johannesen                      | Harry Huang                                | Yoo Tae-bin                           |
| Herreneinzel | Magnus Johannesen                      | Harry Huang                                | Liao Jhuo-fu                          |
| Dameneinzel  | Amalie Schulz                          | Aalisha Naik                               | Liao Yuan-chi                         |
| Dameneinzel  | Amalie Schulz                          | Aalisha Naik                               | Adita Rao                             |
| Herrendoppel | Donovan Willard Wee Jia Hao Howin Wong | Huang Tsung-i Lin Ting-yu                  | Lau Yi Sheng Lim Tze Jian             |
| Herrendoppel | Donovan Willard Wee Jia Hao Howin Wong | Huang Tsung-i Lin Ting-yu                  | Jonathan Farrell Gosal Adrian Pratama |
| Damendoppel  | Elsa Jacob Anne Tran                   | Lin Chih-chun Lin Wan-ching                | Low Zi Yu Dania Sofea                 |
| Damendoppel  | Elsa Jacob Anne Tran                   | Lin Chih-chun Lin Wan-ching                | Lisa Curtin Sian Kelly                |
| Mixed        | Rubén García Lucía Rodríguez           | Bimo Prasetyo Arlya Nabila Thesa Munggaran | Lin Bing-wei Lee Chih-chen            |
| Mixed        | Rubén García Lucía Rodríguez           | Bimo Prasetyo Arlya Nabila Thesa Munggaran | Lin Ting-yu Hung Yu-en                |